# Фаврия
Фаврия (итал. Favria) — коммуна в Италии, располагается в регионе Пьемонт, в провинции Турин.
Население составляет 4322 человека (2008 г.), плотность населения составляет 309 чел./км². Занимает площадь 14 км². Почтовый индекс — 10083. Телефонный код — 0124.
Покровителями коммуны почитаются святые апостолы Пётр и Павел, празднование 29 июня.

## Демография
Динамика населения:

## Администрация коммуны
- Официальный сайт: http://www.comune.favria.to.it/